# 彼得·皮奥特
彼得·卡雷爾·皮奥特（荷蘭語：Peter Karel Piot，1949年2月17日—）是一位比利时病毒学家，专攻埃博拉病毒和艾滋病病毒，曾任國際愛滋病學會主席，现为倫敦衛生與熱帶醫學院院长，1976年在电子显微镜下发现了埃博拉病毒。

## 荣誉

### 外国勋章奖章
- 圣米迦勒及圣乔治爵级司令勋章（英国，2016年颁发[3]）
- 旭日大绶章（日本，2018年11月3日公布[4]）